# Sabik
Sabik, nome di η Ophiuchi (η Oph/35 Ophiuchi), è un sistema binario della costellazione dell'Ofiuco. Con una magnitudine apparente di +2,43 è la seconda stella più luminosa della costellazione dopo Ras Alhague.

## Osservazione
Sabik è una stella dell'emisfero australe. Tuttavia, grazie alla sua posizione non fortemente australe, può essere osservata dalla maggior parte delle regioni abitate della Terra, sebbene gli osservatori dell'emisfero sud siano più avvantaggiati. Nei pressi dell'Antartide appare circumpolare, mentre resta sempre invisibile solo in prossimità del circolo polare artico.
La sua magnitudine pari a +2,43 le consente di essere vista con facilità anche dalle aree urbane di moderate dimensioni.
Il periodo migliore per la sua osservazione nel cielo serale ricade nei mesi compresi fra maggio e settembre; da entrambi gli emisferi il periodo di visibilità rimane indicativamente lo stesso, grazie alla posizione della stella non lontana dall'equatore celeste.

## Caratteristiche del sistema
Distante 84 anni luce dal sistema solare, Sabik è una stella binaria formata da due stelle bianche di sequenza principale molto simili:
- Sabik A: di tipo spettrale A2.5Va, possiede una luminosità 35 volte superiore a quella del Sole, un raggio 2 volte e mezzo quello della nostra stella e una massa 2,3 volte superiore; è 300 gradi K più calda della compagna.
- Sabik B: di tipo spettrale A3V, è appena più fredda e piccola della compagna. Possiede una massa e un raggio uguali al doppio della nostra stella. Risplende come 21 Soli.

La velocità di rotazione proiettata del sistema è di 23 km/s, ma non ci sono prove che una o entrambe le stelle potrebbero avere livelli alti di alcuni metalli, un fenomeno comune a stelle di classe A con una rotazione lenta. La massa combinata di entrambe le stelle misura circa 4,8 masse solari.
Una caratteristica rara del sistema è la grande eccentricità dell'orbita (ε = 0,94), il che rende la separazione tra le componenti variabile, con un periodo orbitale di circa 88 anni. Una simile configurazione dell'orbita rende impossibile la formazione di un sistema planetario.

## Etimologia
L'origine del nome Sabik non è chiaro: deriva dalla lingua araba e sembra alludere a qualcuno precedente.. Invece, in Cina, era chiamata Sung, uno dei più antichi Stati feudali di quel paese.
Inoltre, nell'Impero accadico, insieme a θ Ophiuchi e ξ Ophiuchi, formava il Tsir o Sir, il serpente.